# Hartwig Freiesleben
Hartwig Freiesleben (* 26. Januar 1942 in Kassel) ist ein deutscher Physiker und forschte und lehrte als Professor für Kernphysik an der TU Dresden.

## Leben
Hartwig Freiesleben studierte von 1961 bis 1966 Physik an der Philipps-Universität Marburg. Dort promovierte er 1970 zum Thema Untersuchung des Kerns 16N mit der Zwei-Nukleonen-Transfer-Reaktion 14C(3He,p)16N. Bis zu seiner Berufung in die Professur für Kernphysik der Ruhr-Universität Bochum im Jahre 1979 war er unter anderem wissenschaftlicher Mitarbeiter an der Universität Marburg und der Gesellschaft für Schwerionenforschung und forschte am Nuclear Structure Research Laboratory, University of Rochester, Rochester, N.Y., USA. Während dieser Zeit habilitierte er 1974.
Ab 1993 war Freiesleben Professor für Kernphysik der TU Dresden. Er wirkte nach seiner Berufung in Dresden von Oktober 1993 bis Mai 1997 als Prodekan der Fachrichtung Physik. Danach war er bis Mai 2000 als Dekan der Fakultät Mathematik und Naturwissenschaften tätig und war von Mai 1994 bis Mai 2003 Mitglied des Fakultätsrates und des Konzils. Ab Mai 1994 gehörte er der Fachkommission Physik an. Freiesleben wurde 2007 emeritiert.

## Forschungsschwerpunkte
Die Schwerpunkte seiner Forschung liegen auf der Hadronenphysik, der Fusionsneutronik, der Schwerionenphysik und den Kernreaktionsmechanismen.

## Mitgliedschaften
Hartwig Freiesleben ist Mitglied in der Deutschen Physikalischen Gesellschaft. Dort ist er im Komitee Hadronen und Kerne des Fachverbandes aktiv. Am Kühlersynchrotron COSY ist er Mitglied im Programme Advisory Committee. Von 1988 bis 1993 war er dort auch im Koordinierungsausschuss Experimente/Beschleuniger (KEB).
Im Jahr 2006 war Freiesleben Vorsitzender des Nuclear Physics Board (NPB) der European Physical Society. Dem NPB gehört er weiterhin an. Er ist zudem der Repräsentant des NPB bei PANS (Public Awareness of Nuclear Science).